# Kopalina (Pawlikowice)
Kopalina – część wsi Pawlikowice w Polsce, położona w województwie małopolskim, w pow. wielickim, w gminie Wieliczka. 
W latach 1975–1998 Kopalina położona była w województwie krakowskim.